# PIGS

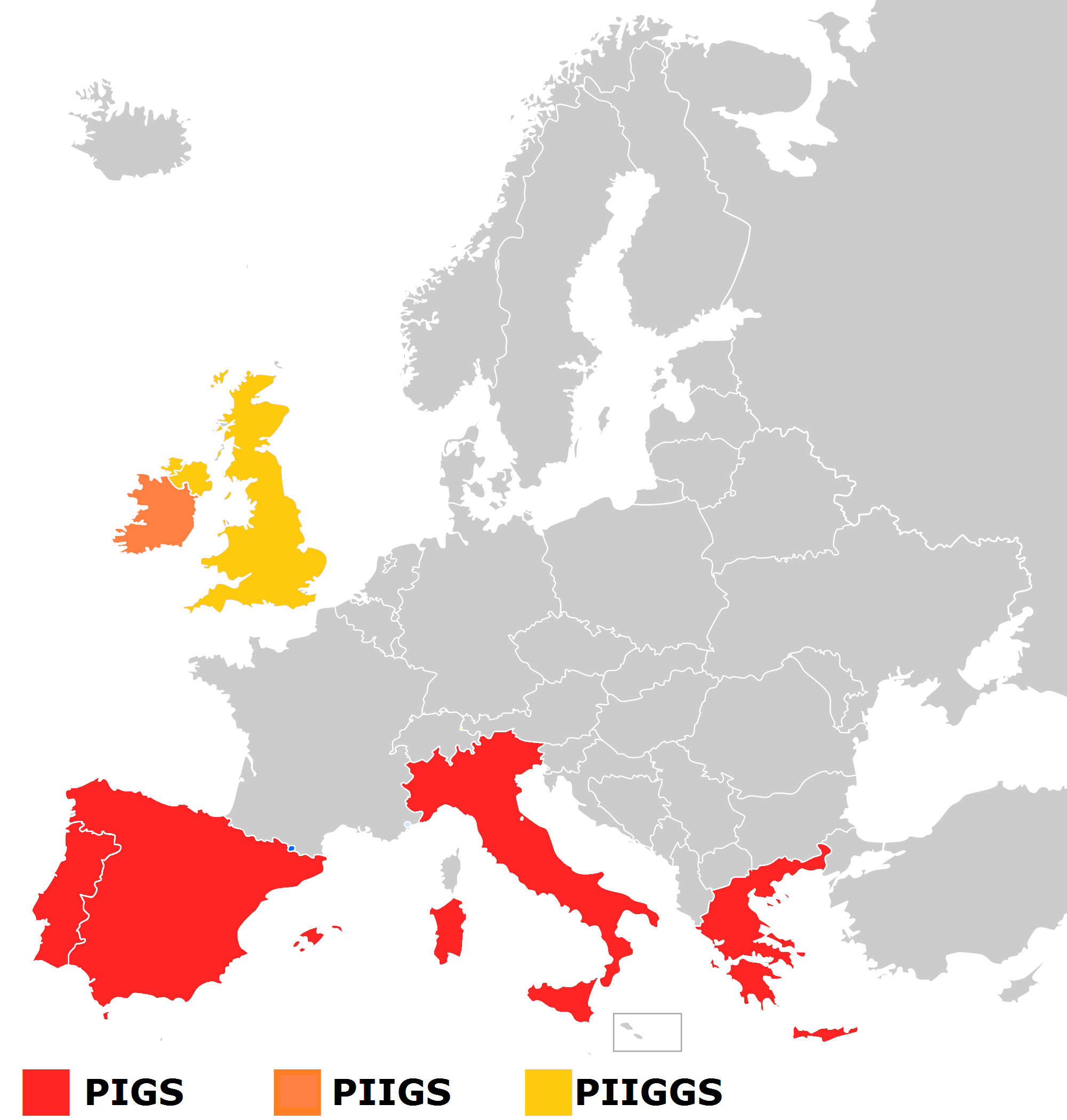
PIGS, PIIGS e PIIGGS

PIGS, PIIGS (o GIPSI), PIIGGS e PIGGS sono acronimi usati da giornalisti economici, per lo più di lingua inglese, per riferirsi a diversi Paesi dell'Unione europea, in particolare Portogallo, Italia, Grecia e Spagna accomunati da situazioni finanziarie non virtuose e deficitarie, a cui si aggiunsero Irlanda e Gran Bretagna.

## Variazioni nell'uso dell'acronimo
PIGS è stato usato fin dagli anni novanta per indicare quattro paesi dell'Europa meridionale: Portogallo, Italia, Grecia e Spagna. L'Irlanda è stata aggiunta, dal 2010, come I addizionale: PIIGS, a causa del suo pesante coinvolgimento nella crisi, raggiungendo un deficit di bilancio del 32%.
A partire dal 2008, il ministro delle finanze del Portogallo Manuel Pinho, la stampa portoghese, e quella di lingua spagnola, hanno a più riprese dichiarato che PIGS  "è un termine dispregiativo e razzista"; a causa di questa connotazione, il quotidiano Financial Times e la banca Barclays Capital hanno deciso di bandire l'uso del termine.
Nel 2010 in alcuni articoli l'Italia è stata sostituita dall'Irlanda nell'acronimo originale a quattro lettere, ma alcuni economisti continuano a considerare solo i Paesi mediterranei. Meno di frequente la I è stata usata per riferirsi all'Islanda.
Nello stesso anno è stata aggiunta una G per Gran Bretagna (PIIGGS o PIGGS); si trova anche il termine PIIGSUK, composto da PIIGS e UK, iniziali di United Kingdom (Regno Unito in inglese). GIPSI è stato introdotto per risolvere in qualche maniera il problema dell'accezione dispregiativa di PIIGS: l'acronimo richiama infatti il termine inglese gipsy, cioè zingaro.

## Caratteristiche
Si tratta di acronimi dispregiativi, ma usati anche come termini tecnici, con cui si accomunano nazioni contraddistinte da situazioni finanziarie non virtuose.
La connotazione spregiativa è evidente dal fatto che pigs in inglese significa maiali, a suggerire il cattivo stato delle economie di tali paesi; l'espressione si presta, inoltre, a giochi di parole riferiti allo stereotipo del flying pig, ossia "maiale che vola", che indica una situazione impossibile a realizzarsi. Viene usata anche la locuzione porcine economy ("economia suina").

## Fondamenti economici

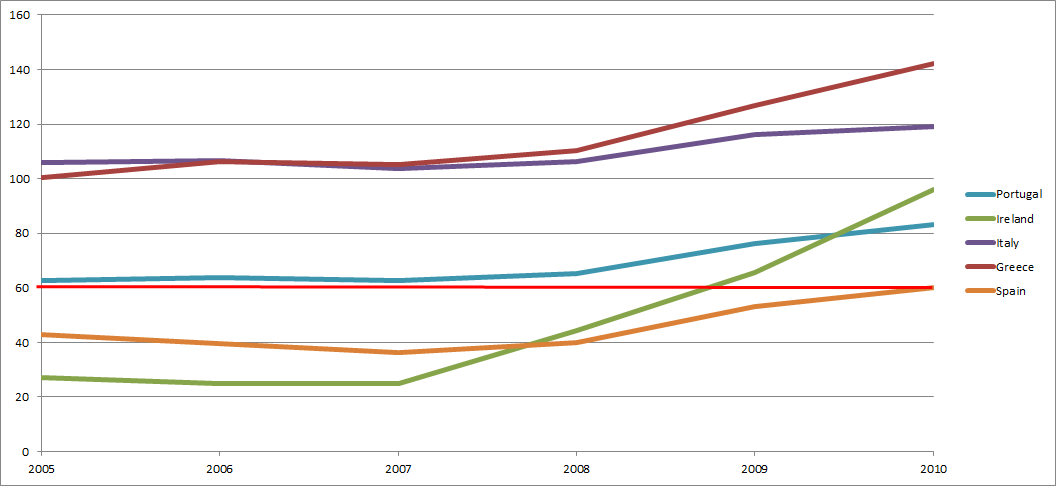
Debito pubblico in rapporto al PIL dei Paesi PIIGS negli anni 2005-10.

L'acronimo vorrebbe raggruppare i Paesi europei che presentano una precaria condizione dei conti pubblici che, unita ad una scarsa competitività dell'economia nazionale, rende incerta la capacità di ripagare il debito pubblico accumulato. Gli indicatori a cui si può fare riferimento sono diversi. Tra questi:
- debito pubblico in rapporto al PIL;
- deficit pubblico, anch'esso in rapporto al PIL;
- rendimento dei Titoli di Stato;
- saldo dei conti con l'estero e indebitamento estero;
- produttività.

### Debito pubblico
I PIGS mostrano quasi tutti un rapporto tra debito pubblico e Prodotto interno lordo molto elevato. Infatti, nel 2010, il debito pubblico era:
- 142% del PIL in Grecia;
- 119% del PIL in Italia;
- 96% del PIL in Irlanda;
- 83% del PIL in Portogallo;
- 60% del PIL in Spagna.

Da questo punto di vista, la Spagna presentava un debito pubblico ancora relativamente basso rispetto agli altri PIGS e inferiore alla media dell'Eurozona (73%), ma in rapida crescita dal 36,2% del 2007. D'altra parte, il Belgio presenta un debito pubblico pari al 97% del PIL ma non è incluso nei PIGS.
Nel 2012 il debito pubblico era:
- 169,5% del PIL in Grecia;
- 123,3% del PIL in Italia;
- 119,1% del PIL in Portogallo;
- 116,1% del PIL in Irlanda;
- 80,9% del PIL in Spagna.

In questo caso l'eccezione è costituita dall'Italia, il cui debito pubblico era cresciuto nel biennio di appena 4 punti rispetto a una crescita di 20 punti o più di tutti gli altri paesi considerati.
Nel 2014 il debito pubblico per i PIGS era:
- 178,6% del PIL in Grecia;
- 132,3% del PIL in Italia;
- 130,2% del PIL in Portogallo;
- 107,5% del PIL in Irlanda;
- 99,3% del PIL in Spagna.

Da notare l'esplosione del debito spagnolo, ormai prossimo alla soglia psicologica del 100%.
Nello stesso anno, il rapporto debito pubblico/PIL era di 106,7% in Belgio e di 95,6% in Francia.
Nel 2020 il debito pubblico per i PIGS era:
- 206,3% del PIL in Grecia;
- 155,6% del PIL in Italia;
- 135,2% del PIL in Portogallo;
- 120,0% del PIL in Spagna.
- 58,4% del PIL in Irlanda;

Da notare il dimezzamento in appena cinque anni del debito irlandese, lo sfondamento della soglia psicologia del 200% per quello greco, il continuo aumento di quello spagnolo (passato dal 35,8% del PIL nel 2008 al 120% nel 2020, più che triplicato in appena dodici anni); nello stesso anno, il rapporto debito pubblico/PIL era del 155,6% in Croazia, 115% in Francia e del 112,8% in Belgio, contro una media del 97,3% della zona euro.

### Deficit pubblico

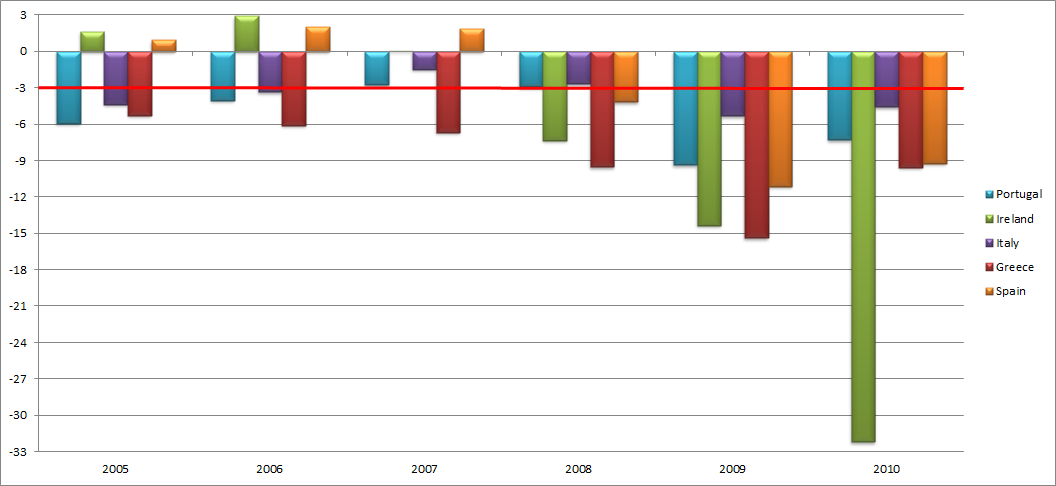
Deficit pubblico in rapporto al PIL dei Paesi PIIGS negli anni 2005-10.

A partire dal 2008, i PIGS hanno generalmente registrato deficit molto elevati. In particolare, nel 2010 essi erano, in rapporto al PIL:
- 32,2% in Irlanda;
- 9,6% in Grecia;
- 9,2% in Spagna;
- 7,3% in Portogallo;
- 4,6% in Italia.

In questo caso l'eccezione è costituita dall'Italia, mentre, tra i Paesi della zona euro la Francia ha un deficit più elevato di quello del Portogallo (7,7%).

### Conti con l'estero

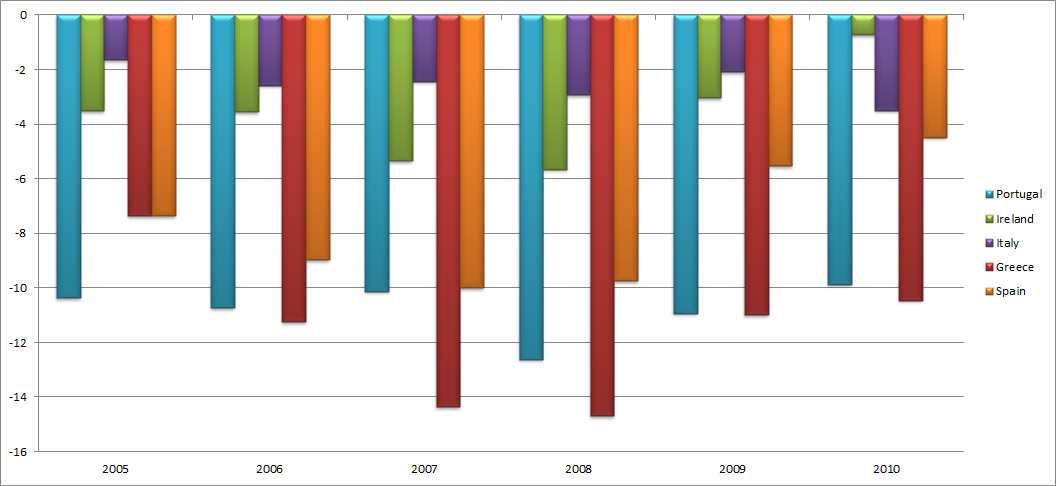
Bilancia commerciale dei Paesi PIIGS negli anni 2005-10.

In particolare, i PIGS presentano ampi deficit commerciali, sintomo di una scarsa competitività della produzione nazionale e di una insufficienza dei risparmi rispetto agli investimenti, e un certo grado di indebitamento con l'estero, conseguenza della persistenza nel tempo dei primi due fenomeni.
In particolare, negli anni dal 2005 al 2010 Grecia, Portogallo e Spagna hanno registrato in media un deficit delle partite correnti pari rispettivamente all'11,5%, 10,8% e 7,7% del PIL. Meno grave lo squilibrio dei conti con l'estero di Irlanda ed Italia con un deficit annuo medio pari rispettivamente al 3,6% ed al 2,5% del Prodotto Interno Lordo.

### Crescita
Nel 2010 il FMI ha evidenziato che i PIGS avevano dei tassi di crescita negativi delle loro economie, tra i più bassi al mondo. In base a questo calcolo, Portogallo, Spagna, Irlanda e Grecia rientravano tutti nelle ultime 10 posizioni al mondo, tra il 173º e 183º posto della classifica mondiale. Nel 2018 la situazione è notevolmente cambiata in senso positivo, soprattutto per l’Irlanda, con l’eccezione della Grecia, benché in ripresa.
| Posizione in classifica | Paese               | crescita 2010-2011 (%) |
| ----------------------- | ------------------- | ---------------------- |
| 173                     | Portogallo          | 0,47                   |
| 174                     | Spagna              | 0,25                   |
| 175                     | Irlanda             | 0,2                    |
| 176                     | Samoa               | 0,13                   |
| 177                     | Saint Kitts e Nevis | -0,25                  |
| 178                     | Islanda             | -0,37                  |
| 179                     | Antigua e Barbuda   | -0,6                   |
| 180                     | Lettonia            | -0,61                  |
| 181                     | Haiti               | -0,75                  |
| 182                     | Venezuela           | -1,14                  |
| 183                     | Grecia              | -1,53                  |